# Mayridia arida
Mayridia arida är en stekelart som beskrevs av Prinsloo och Annecke 1976. Mayridia arida ingår i släktet Mayridia och familjen sköldlussteklar.
Artens utbredningsområde är Namibia. Inga underarter finns listade i Catalogue of Life.